# Parmelia (navire)
Le Parmelia était un des navires qui furent utilisés pour transporter les premiers civils officiels et colons de la colonie de la rivière Swan en Australie-Occidentale en 1829.

## Historique

### Construction et premiers usages
Le bateau fut construit à Québec au Canada en 1825 et enregistré le 31 mai de cette même année. Il mesurait 36 mètres de large sur 6 mètres jusqu'au fond de cale ; et il pesait 443 tonnes. Johnson (1987) écrivit que le bateau « ressemblait plus à une fille quelconque travaillant qu'à la grande et belle dame de la mer ». Il était la propriété de Joseph Somes.
Le Parmelia fut ensuite envoyé à Londres, et, le 17 novembre, il fut transféré sur le registre de Londres. En 1826, le navire servait au transport de troupes. Dans la première moitié de l'année 1827, le Parmelia fut vendu à Joseph Somes, qui était le directeur de la Compagnie anglaise des Indes orientales, pour transporter des biens et des passagers entre Londres et le Bengale.

### Usage du Parmelia lors de la colonisation de l'Australie-Occidentale
En 1828, le gouvernement britannique, à la demande du Capitaine James Stirling, décida d'établir une colonie sur le fleuve Swan, aujourd'hui situé en Australie-Occidentale. Le HMS Challenger (en) fut envoyé en expédition sous les ordres de Charles Fremantle pour annexer la colonie, et un contingent de soldats, d'officiels et de colons le suivrait à bord du HMS Sulphur. Cependant, Stirling considéra que les passagers et biens transportés excèderaient la capacité du HMS Sulphur, et demanda qu'un nouveau vaisseau soit affrété. Le gouvernement accepta à contrecœur ce coût supplémentaire, affrétant le Parmelia en décembre 1828. Ainsi, le HMS Sulphur transporterait le personnel militaire, et le Parmelia les officiels civils et les colons.
Le HMS Sulphur et le Parmelia ont quitté l'Angleterre en février 1829. Stirling n'était pas le capitaine du Parmelia, cependant, à l'arrivée, il occupa la fonction de pilote. Il tenta de passer par le détroit de Cockburn par un passage qu'il avait découvert en 1827 mais de forts vents et une forte houle l'en empêchèrent. Il mit en panne au large de l'île Rottnest pour la nuit. Le 31 mai 1829, il a essayé de mener le Parmelia dans le détroit par le nord, contre l'avis de Fremantle, et s'échoua sur un banc de sable, situé entre Woodman Point (en) et l'île Carnac, nommé par la suite Parmelia Bank. Malgré les efforts des équipes pour le déloger du banc, le Parmelia est resté sur le banc de sable plus de 18 heures et s'est finalement déséchoué par lui-même tôt le lendemain matin. Il avait perdu son gouvernail, le guindeau, les espars de rechange, la chaloupe et le canot, et coulait de 10 cm par heure. Le Parmelia survécut à une tempête à son point d'ancrage pendant trois jours avant d'être finalement amené à un mouillage plus sûr. Les passagers ont pu débarquer le 8 juin.
Le HMS Challenger devait partir lorsque le HMS Sulphur et le Parmelia allait arriver, mais le Parmelia avait besoin de réparations dont seuls les professionnels constituant l'équipage du HMS Challenger pouvaient s'occuper. Fremantle a donc pris la décision de rester et d'aider le Parmelia pour les réparations qui ont été achevées plusieurs semaines plus tard. Plus tard dans l'année, Stirling affréta le Parmelia à l'approvisionnement de la colonie depuis l'île de Java. En 1830, le Parmelia retourna en Angleterre.
Pour les neuf années suivantes, le Parmelia fut utilisé dans le transport de prisonniers dans les colonies pénitentiaires de la côte est de l'Australie. Il fit neuf voyages, chacun transportant environ 200 prisonniers. En 1839, le Parmelia fut adapté au transport de migrants aux Amériques. Il devait effectuer des voyages entre le Royaume-Uni et le Québec mais, le 3 mai 1839, alors que ces modifications étaient presque terminées, il fut détruit par un incendie à Bank's Yard (Frank's Queery, Cremyll). Cinq jours plus tard, il fut rayé des registres par Lloyd's of London.
Le quartier de Parmelia à Kwinana est nommé en l'honneur du Parmelia, ainsi que le Parmelia Bank.

## Passagers duParmeliaen 1829
| Nom                       | Qualité                                                     |
| ------------------------- | ----------------------------------------------------------- |
| Capitaine James Stirling  | Gouverneur                                                  |
| Ellen Stirling            | Femme du Capitaine Stirling                                 |
| Andrew Stirling           | Fils du Capitaine Stirling (3 ans)                          |
| Frederick Henry Stirling  | Fils du Capitaine Stirling (né en mer le 16 avril 1829)     |
| George Mangles            | Cousine d'Ellen Stirling                                    |
| George Elliot             | Commis du Capitaine Stirling                                |
| Thomas Blakey             | Domestique du Capitaine Stirling                            |
| Sarah Blakey              | Femme de Thomas Blakey ; domestique du Capitaine Stirling   |
| John Kelly                | Domestique du Capitaine Stirling                            |
| Elizabeth Kelly           | Femme de John Kelly ; domestique du Capitaine Stirling      |
| Peter Brown               | Secrétaire colonial                                         |
| Caroline Brown            | Femme de Peter Brown                                        |
| Macbride Brown            | Fils de Peter Brown                                         |
| Ann Brown                 | Fille de Peter Brown                                        |
| Richard Evans             | Domestique de Peter Brown                                   |
| Margaret McLeod           | Domestique de Peter Brown                                   |
| Mary Ann Smith            | Domestique de Peter Brown                                   |
| John Morgan               | Commerçant                                                  |
| Rebecca Morgan            | Femme de John Morgan                                        |
| Rebecca Morgan            | Fille de John Morgan                                        |
| Ann Skipsey               | Domestique de John Morgan                                   |
| Commandant Mark Currie RN | Chef de port                                                |
| Jane Currie               | Femme du Commandant Currie                                  |
| Frederick Ludlow          | Domestique du Commandant Currie                             |
| Mildred « Kitty » Ludlow  | Femme de Frederick Ludlowv; domestique du Commandant Currie |
| Jane Fruin                | Domestique du Commandant Currie                             |
| John Septimus Roe         | Géomètre général                                            |
| Matilda Roe               | Femme de John Septimus Roe                                  |
| Charles Wright            | Domestique de John Septimus Roe                             |
| Henry Sutherland          | Assistant-géomètre                                          |
| Ann Sutherland            | Femme de Henry Sutherland                                   |
| William Sheldon           | Commis du secrétaire colonial                               |
| James Drummond            | Horticulteur                                                |
| Sarah Drummond            | Femme de James Drummond                                     |
| Thomas Drummond           | Fils de James Drummond (18 ans)                             |
| Jane Drummond             | Fille de James Drummond (16 ans)                            |
| James Drummond            | Fils de James Drummond (15 ans)                             |
| John Drummond             | Fils de James Drummond (13 ans)                             |
| Johnston Drummond         | Fils de James Drummond (9 ans)                              |
| Euphemia Drummond         | Enfant de James Drummond (3 ans)                            |
| Elizabeth Gamble          | Domestique de James Drummond                                |
| Charles Simmons           | Chirurgien                                                  |
| Tully Davy                | Assistant-chirurgien                                        |
| Jane Davy                 | Femme de Tully Davy                                         |
| Jessie Jane Davy          | Fille de Tully Davy (8 ans)                                 |
| Joseph Davy               | Fils de Tully Davy (6 ans)                                  |
| Henry Davy                | Fils de Tully Davy (4 ans)                                  |
| Edward Davy               | Fils de Tully Davy (2 ans)                                  |
| Emily Rose Davy           | Fille de Tully Davy (2 mois)                                |
| James Elliott             | Domestique de Tully Davy                                    |
| Patrick Murphy            | Domestique de Tully Davy                                    |
| Alex Fandom               | Tonnelier                                                   |
| Mary Fandom               | Femme de Alex Fandom                                        |
| William Hokin             | Maçon                                                       |
| Mary Hokin                | Femme de William Hokin                                      |
| William Hokin             | Fils de William Hokin (14 ans)                              |
| John Hokin                | Fils de William Hokin (12 ans)                              |
| Mary Hokin                | Fille de William Hokin (10 ans)                             |
| Thomas Hokin              | Fils de William Hokin (8 ans)                               |
| David Hokin               | Fils de William Hokin (5 ans)                               |
| Charles Hokin             | Fils de William Hokin (2 ans)                               |
| Thomas Davis              | Maréchal-ferrant                                            |
| Catherine Davis           | Femme de Thomas Davis                                       |
| John Davis                | Fils de Thomas Davis (3 ans)                                |
| Charlotte Davis           | Fille de Thomas Davis (2 ans)                               |
| John Davis                | Neveu de Thomas Davis (13 ans)                              |
| James Smith               | Constructeur de bateau                                      |
| Sarah Smith               | Femme de James Smith                                        |